# Équipe cycliste Fagor (1985-1989)
Pour les autres équipes sponsorisées par Fagor, voir Équipe cycliste Fagor .
Fagor est une équipe cycliste française ayant existé de 1985 à 1989. Elle portait le nom de l'entreprise d'électroménager Fagor.

## Principaux coureurs de Fagor
- Jean-Claude Bagot
- Jean-René Bernaudeau
- Éric Caritoux
- John Carlsen
- Robert Forest
- Éric Guyot
- Vincent Lavenu
- Francis Moreau
- Eddy Schepers
- Régis Simon
- Stephen Roche
- Sean Yates

## Fagor en 1985[2]

### Effectif
| Coureur                       | Naissance         | Nationalité | Équipe 1984              |
| Pascal Andorra                | 26 juillet 1960   | France      | //                       |
| Jean-Claude Bagot             | 9 mars 1958       | France      | Skil-Reydel              |
| Pierre Bazzo                  | 17 janvier 1954   | France      | Coop-Hoonved             |
| Jean-René Bernaudeau          | 8 juillet 1956    | France      | Système U                |
| Michel Bibollet               | 24 mars 1963      | France      | //                       |
| Jacques Bossis                | 22 décembre 1952  | France      | Peugeot-Shell-Michelin   |
| Jean-François Chaurin         | 23 octobre 1961   | France      | Coop-Hoonved             |
| Patrick Clerc                 | 20 septembre 1957 | France      | Skil-Reydel              |
| Alfons De Wolf                | 22 juin 1956      | Belgique    | Europ Decor - Boule d'Or |
| Martin Earley                 | 15 juin 1962      | Irlande     | //                       |
| Nico Emonds                   | 4 avril 1961      | Belgique    | Teka                     |
| Philippe Lauraire             | 14 juillet 1961   | France      | Teka                     |
| François Lemarchand           | 2 novembre 1960   | France      | //                       |
| René Martens                  | 27 mai 1955       | Belgique    | Teka                     |
| Pedro Muñoz Machín Rodríguez  | 6 novembre 1958   | Espagne     | Teka                     |
| Thierry Peloso                | 26 juillet 1960   | France      | //                       |
| Martin Alonso Ramirez Ramirez | 8 novembre 1960   | Colombie    | Varta                    |
| Marcel Tinazzi                | 23 novembre 1953  | France      | U.N.C.P.                 |
| Pol Verschuere                | 18 janvier 1955   | Belgique    | Europ Decor - Boule d'Or |
| Stagiaire                     | Naissance         | Nationalité | Équipe amateur           |
| Bernard Richard               | 30 août 1957      | France      | //                       |

### Victoires
| Date       | Course                                                  | Pays     | Vainqueur                     |
| ---------- | ------------------------------------------------------- | -------- | ----------------------------- |
| 21/02/1985 | 2e étape du Tour de la Communauté valencienne           | Espagne  | Alfons De Wolf                |
| 22/02/1985 | 3e étape secteur b du Tour de la Communauté valencienne | Espagne  | Pol Verschuere                |
| 09/03/1985 | 6e étape du Paris-Nice                                  | France   | Pedro Muñoz Machín Rodríguez  |
| 02/05/1985 | 6e étape du Tour d'Espagne                              | Espagne  | Alfons De Wolf                |
| 25/05/1985 | Bordeaux-Paris                                          | France   | René Martens                  |
| 19/08/1985 | 1re étape du Paris-Bourges                              | France   | Philippe Lauraire             |
| 30/08/1985 | Critérium de Roeslare                                   | Belgique | Alfons De Wolf                |
| 16/09/1985 | Classement général du Tour de l'Avenir                  | France   | Martin Alonso Ramirez Ramirez |

## Fagor en 1986[3]

### Effectif
| Coureur                       | Naissance       | Nationalité | Équipe 1985                      |
| Henri Abadie                  | 13 février 1963 | France      | //                               |
| Jean-Claude Bagot             | 9 mars 1958     | France      | Fagor                            |
| Jean-René Bernaudeau          | 8 juillet 1956  | France      | Fagor                            |
| Michel Bibollet               | 24 mars 1963    | France      | Fagor                            |
| Argemiro Bohorquez            | 28 janvier 1960 | Colombie    | Café de Colombia - Varta - Mavic |
| Éric Caritoux                 | 16 août 1960    | France      | Skil - Sem - Kas - Miko          |
| Christian Chaubet             | 19 juillet 1961 | France      | //                               |
| Martin Earley                 | 15 juin 1962    | Irlande     | Fagor                            |
| Mike Gutmann                  | 28 avril 1962   | Suisse      | Cilo - Aufina - Magniflex        |
| Frank Hoste                   | 29 août 1955    | Belgique    | Del Tongo - Colnago              |
| François Lemarchand           | 2 novembre 1960 | France      | Fagor                            |
| René Martens                  | 27 mai 1955     | Belgique    | Fagor                            |
| Pedro Muñoz Machín Rodríguez  | 6 novembre 1958 | Espagne     | Fagor                            |
| Jean-Jacques Philipp          | 10 mars 1961    | France      | //                               |
| Martin Alonso Ramirez Ramirez | 8 novembre 1960 | Colombie    | Fagor                            |
| Bernard Richard               | 30 août 1957    | France      | Fagor (stagiaire)                |
| Pol Verschuere                | 18 janvier 1955 | Belgique    | Fagor                            |
| Stagiaire                     | Naissance       | Nationalité | Équipe amateur                   |
| Cayn-Jack Theakston           | 17 mars 1965    | Royaume-Uni | Louletano                        |

### Victoires
| Date       | Course                                    | Pays     | Vainqueur                    |
| ---------- | ----------------------------------------- | -------- | ---------------------------- |
| 07/03/1986 | 5e étape du Paris-Nice                    | France   | Pedro Muñoz Machín Rodríguez |
| 08/05/1986 | Wouw                                      | Pays-Bas | Frank Hoste                  |
| 25/05/1986 | 14e étape du Tour d'Italie                | Italie   | Martin Earley                |
| 27/05/1986 | 16e étape du Tour d'Italie                | Italie   | Pedro Muñoz Machín Rodríguez |
| 02/06/1986 | Classement des grimpeurs du Tour d'Italie | Italie   | Pedro Muñoz Machín Rodríguez |
| 05/07/1986 | 1re étape du Tour de France               | France   | Frank Hoste                  |
| 18/07/1986 | 15e étape du Tour de France               | France   | Alfons De Wolf               |
| 01/08/1986 | Grand Prix du canton d'Argovie            | Suisse   | Frank Hoste                  |
| 03/08/1986 | Critérium de Castillon-la-Bataille        | France   | Jean-Claude Bagot            |
| 10/08/1986 | Wetteren (b)                              | Belgique | Frank Hoste                  |
| 27/08/1986 | Zuiddorpe                                 | Pays-Bas | Frank Hoste                  |

## Fagor - MBK en 1987[4]

### Effectif
| Coureur                      | Naissance          | Nationalité | Équipe 1986                   |
| Henri Abadie                 | 13 février 1963    | France      | Fagor                         |
| Jean-Claude Bagot            | 9 mars 1958        | France      | Fagor                         |
| Jean-René Bernaudeau         | 8 juillet 1956     | France      | Fagor                         |
| Éric Caritoux                | 16 août 1960       | France      | Fagor                         |
| Christian Chaubet            | 19 juillet 1961    | France      | Fagor                         |
| Martin Earley                | 15 juin 1962       | Irlande     | Fagor                         |
| Robert Forest                | 18 novembre 1961   | France      | Peugeot - Shell - Velo Talbot |
| Frank Hoste                  | 29 août 1955       | Belgique    | Fagor                         |
| François Lemarchand          | 2 novembre 1960    | France      | Fagor                         |
| Karl Maxon                   | 9 octobre 1959     | États-Unis  | Gianni Motta - Linea          |
| Pedro Muñoz Machín Rodríguez | 6 novembre 1958    | Espagne     | Fagor                         |
| Gaxento Onaederra Urkia      | 27 août 1966       | Espagne     | //                            |
| Jean-Jacques Philipp         | 10 mars 1961       | France      | Fagor                         |
| Bernard Richard              | 30 août 1957       | France      | Fagor                         |
| Claude Séguy                 | 14 août 1961       | France      | //                            |
| Cayn-Jack Theakston          | 17 mars 1965       | Royaume-Uni | Fagor (stagiaire)             |
| Pol Verschuere               | 18 janvier 1955    | Belgique    | Fagor                         |
| Alain Vigneron               | 1er septembre 1954 | France      | La Vie claire                 |
| Johnny Weltz                 | 20 mars 1962       | Danemark    | //                            |
| Sean Yates                   | 18 mai 1960        | Royaume-Uni | Peugeot - Shell - Velo Talbot |

### Victoires
| Date       | Course                                        | Pays    | Vainqueur         |
| ---------- | --------------------------------------------- | ------- | ----------------- |
| 12/02/1987 | 3e étape du Tour de la Communauté valencienne | Espagne | Bernard Richard   |
| 13/03/1987 | 6e étape du Paris-Nice                        | France  | Jean-Claude Bagot |
| 27/05/1987 | 6e étape du Tour d'Italie                     | Italie  | Jean-Claude Bagot |
| 02/06/1987 | 11e étape du Tour d'Italie                    | Italie  | Robert Forest     |

## Fagor - MBK en 1988[5]

### Effectif
| Coureur                      | Naissance         | Nationalité | Équipe 1987              |
| Jean-Claude Bagot            | 9 mars 1958       | France      | Fagor - MBK              |
| Charly Bérard                | 27 septembre 1959 | France      | Toshiba - Look           |
| Jean-René Bernaudeau         | 8 juillet 1956    | France      | Fagor - MBK              |
| Franck Boucanville           | 1er janvier 1966  | France      | //                       |
| John Carlsen                 | 31 décembre 1961  | Danemark    | //                       |
| Malcolm Elliott              | 1er juillet 1961  | Royaume-Uni | ANC - Halfords           |
| Robert Forest                | 18 novembre 1961  | France      | Fagor - MBK              |
| Marc Gomez                   | 19 septembre 1954 | France      | Reynolds - Seur          |
| François Lemarchand          | 2 novembre 1960   | France      | Fagor - MBK              |
| Robert Millar                | 13 septembre 1958 | Royaume-Uni | Panasonic - Isostar      |
| Pedro Muñoz Machín Rodríguez | 6 novembre 1958   | Espagne     | Fagor - MBK              |
| Gaxento Onaederra Urkia      | 27 août 1966      | Espagne     | Fagor - MBK              |
| Bernard Richard              | 30 août 1957      | France      | Fagor - MBK              |
| Stephen Roche                | 28 novembre 1959  | Irlande     | Carrera Jeans - Vagabond |
| Eddy Schepers                | 12 décembre 1955  | Belgique    | Carrera Jeans - Vagabond |
| Claude Séguy                 | 14 août 1961      | France      | Fagor - MBK              |
| Johnny Weltz                 | 20 mars 1962      | Danemark    | Fagor - MBK              |
| Sean Yates                   | 18 mai 1960       | Royaume-Uni | Fagor - MBK              |
| Stagiaire                    | Naissance         | Nationalité | Équipe amateur           |
| Vincent Lavenu               | 12 janvier 1956   | France      | Look France              |

### Victoires
| Date       | Course                                                  | Pays    | Vainqueur           |
| ---------- | ------------------------------------------------------- | ------- | ------------------- |
| 20/02/1988 | 4e étape secteur a du Tour de la Communauté valencienne | Espagne | Marc Gomez          |
| 07/03/1988 | 1re étape du Paris-Nice                                 | France  | Sean Yates          |
| 06/05/1988 | 12e étape du Tour d'Espagne                             | Espagne | Sean Yates          |
| 09/05/1988 | 15e étape du Tour d'Espagne                             | Espagne | Johnny Weltz        |
| 10/05/1988 | Amiens                                                  | France  | Franck Boucanville  |
| 10/06/1988 | 2e étape de la Route du Sud                             | France  | François Lemarchand |
| 08/07/1988 | 6e étape du Tour de France                              | France  | Sean Yates          |
| 21/07/1988 | 19e étape du Tour de France                             | France  | Johnny Weltz        |
| 17/08/1988 | Critérium cycliste international de Quillan             | France  | Johnny Weltz        |
| 17/09/1988 | Vouneuil-sous-Biard                                     | France  | Malcolm Elliott     |

## Fagor - MBK en 1989[6]

### Effectif
| Coureur              | Naissance          | Nationalité | Équipe 1988              |
| Laurent Biondi       | 19 juillet 1959    | France      | Toshiba                  |
| Serge Bodin          | 1er septembre 1962 | France      | //                       |
| Franck Boucanville   | 1er janvier 1966   | France      | Fagor - MBK              |
| John Carlsen         | 31 décembre 1961   | Danemark    | Fagor - MBK              |
| Christian Chaubet    | 19 juillet 1961    | France      | KAS - Canal 10           |
| Robert Forest        | 18 novembre 1961   | France      | Fagor - MBK              |
| Hervé Gourmelon      | 4 octobre 1964     | France      | //                       |
| Éric Guyot           | 10 mars 1962       | France      | Système U                |
| Paul Kimmage         | 7 mai 1962         | Irlande     | R.M.O. - Mavic - Liberia |
| Vincent Lavenu       | 12 janvier 1956    | France      | Fagor - MBK (stagiaire)  |
| Jean-Marc Manfrin    | 4 mars 1963        | France      | KAS - Canal 10           |
| Francis Moreau       | 21 juillet 1965    | France      | //                       |
| Fabian Pantaglou     | 28 avril 1966      | France      | //                       |
| Stephen Roche        | 28 novembre 1959   | Irlande     | Fagor - MBK              |
| Eddy Schepers        | 12 décembre 1955   | Belgique    | Fagor - MBK              |
| Régis Simon          | 19 mars 1958       | France      | R.M.O. - Mavic - Liberia |
| Stagiaire            | Naissance          | Nationalité | Équipe 1988              |
| Francesco Rossignoli | 3 février 1963     | Italie      | Carrera Jeans - Vagabond |

### Victoires
| Date       | Course                                       | Pays   | Vainqueur       |
| ---------- | -------------------------------------------- | ------ | --------------- |
| 12/03/1989 | 7e étape secteur b du Paris-Nice             | France | Stephen Roche   |
| 28/05/1989 | 8e étape du Tour d'Italie                    | Italie | John Carlsen    |
| 07/06/1989 | 1re étape secteur a de la Route du Sud       | France | Hervé Gourmelon |
| 06/09/1989 | Prologue du Tour de la Communauté européenne | France | Francis Moreau  |
| 23/09/1989 | Aulnat                                       | France | Vincent Lavenu  |
| 15/12/1989 | Six jours de Bordeaux                        | France | Laurent Biondi  |